# Autocharis mimetica
Autocharis mimetica är en fjärilsart som beskrevs av Oswald Beltram Lower 1903. Autocharis mimetica ingår i släktet Autocharis och familjen Crambidae. Inga underarter finns listade i Catalogue of Life.